# جسیکا استین
جسیکا استین (انگلیسی: Jessica Steen؛ زادهٔ ۱۹ دسامبر ۱۹۶۵) یک هنرپیشه اهل کانادا است.
از فیلم‌ها یا برنامه‌های تلویزیونی که وی در آن نقش داشته است می‌توان به آرماگدون، آشوب و آزمون و خطا اشاره کرد همچنین وی در برنامه ی تلویزیونی درام مزرعه قلب ها به ایفای نقش پرداخته.